# Sferisterio

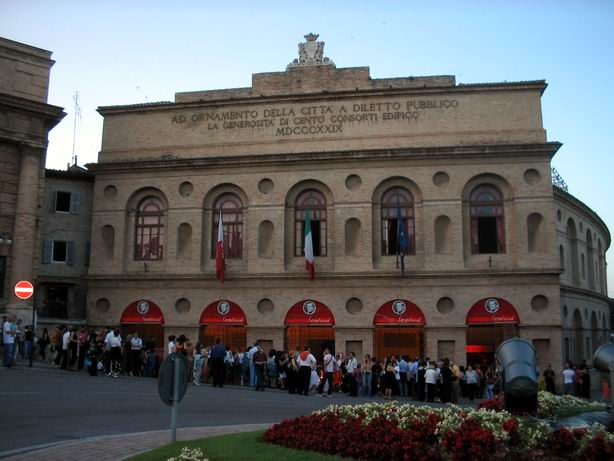
La façade du sferisterio de Macerata.

Le sferisterio est une structure théâtrale unique en son genre située à Macerata, dans les Marches.
Selon de nombreux chanteurs, il s'agit de l'opéra non couvert avec la meilleure acoustique en Italie.
Il a été construit en 1823 par Ireneo Aleandri. Son nom et sa structure particulière doivent leur origine son usage premier, le pallone col bracciale, une sorte de pelote basque très populaire en Italie jusque dans les années 1920. Il peut contenir 2 800 spectateurs et il est devenu célèbre pour sa saison lyrique estivale d'abord appelée Macerata Oggi puis  Sferisterio Opera Festival (directeur artistique Pier Luigi Pizzi).